# South Esk
Il South Esk è un fiume scozzese dell'autorità unitaria dell'Angus. 

## Percorso
Il fiume nasce a 960 m di altezza sul mare sulle pendici dei Monti Grampiani. All'incirca la prima metà dei suoi 79 km di lunghezza corre in direzione sudest. Nei pressi di Kirriemuir, il South Esk percorre quattro kilometri verso nord, per poi riprendere il corso verso est. Oltrepassa Forfar cinque kilometri a nord, è attraversato dalla A90 e raggiunge Brechin. Vicino a Montrose, sei kilometri a est di Brechin, il South Esk si allarga verso il bacino di Montrose. Oltrepassato il ponte della A92 sorrendo in direzione est, dopo un altro kilometro sfocia nel Mare del Nord. Circa cinque kilometri a nord si trova la foce del North Esk, che costituisce il confine tra l'Angus e l'Aberdeenshire. 
Lungo il suo corso, il South Esk riceve l'acqua di parecchi ruscelli. Tra i suoi affluenti principali vi è il Noran Water.

## Galleria d'immagini

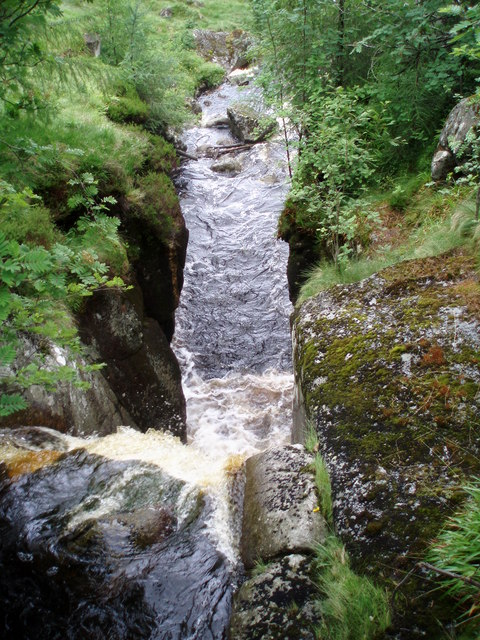
Sorgente del South Esk
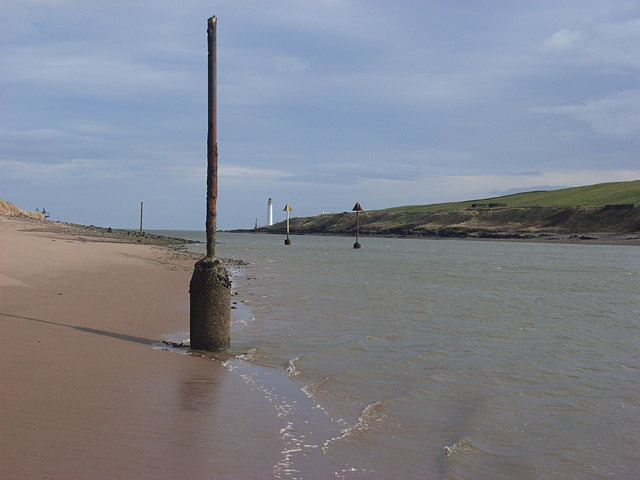
Foce del South Esk